# Лоренц, Юрген
Юрген Лоренц (эст. Jürgen Lorenz; 11 мая 1993, Тарту) — эстонский футболист, защитник и опорный полузащитник, футбольный судья.

## Биография
Воспитанник тартуских футбольных школ «СК-10» и «Таммека», занимался футболом с девяти лет, первый тренер — Калев Каяк. С 2010 года играл на взрослом уровне за второй состав «Таммеки». В основной команде своего клуба дебютировал 17 марта 2012 года в матче высшей лиги Эстонии против «Калева Силламяэ», заменив на 66-й минуте Каспара Калдоя. За следующие шесть сезонов сыграл более 170 матчей в высшей лиге. Финалист Кубка Эстонии 2016/17.
В 2018 году перешёл в таллинскую «Флору». За сезон сыграл 9 матчей в чемпионате, 6 матчей (4 гола) в Кубке Эстонии и 3 игры в еврокубках. Стал бронзовым призёром чемпионата и финалистом Кубка Эстонии. По окончании сезона завершил игровую карьеру.
Всего в высшей лиге Эстонии сыграл 185 матчей и забил 6 голов.
Провёл два матча за олимпийскую сборную Эстонии. Также в 2014 году вызывался в молодёжную сборную (до 21 года), но на поле не выходил.
После окончания игровой карьеры стал судить матчи низших лиг. С 2022 года работает на матчах первой лиги.

## Достижения
- Бронзовый призёр чемпионата Эстонии: 2018
- Финалист Кубка Эстонии: 2016/17, 2017/18